# Sun Valley (Arizona)
Pour les articles homonymes, voir Sun Valley.
Sun Valley est une census-designated place du comté de Navajo, dans l'État de l'Arizona, aux États-Unis. En 2020, elle compte une population de 153 habitants.